# Крымки (Донецкая область)
Крымки (укр. Кримки) — село в Лиманской городской общине Краматорского района Донецкой области Украины.

## Географическое положение
Село расположено на автодороге Лиман — Яцковка, в 6 км от села Яцковка, на границе Изюмских лесов, в 4 км от станции Тропа железнодорожной ветки Святогорск — Купянск.

## Происхождение названия
- существуют две неподтвержденные версии происхождения названия. Первая — первопоселенцем был (казак) Крымов, отсюда и название. Вторая — близ этого места устраивали стоянки путешествующие по Крымскому шляху — удобное место неподалёку от Изюмского сторожевого поста, на границе лесной и степной зоны.

## История
С апреля по сентябрь 2022 года находились под российской оккупацией. 27 сентября, в ходе битвы за Лиман, село освобождено ВСУ.

## Достопримечательности
- Место расположения — в светлом сосновом лесу — обусловило популярность малонаселенного села среди дачников. Двух- и трехэтажным коттеджным комплексам с бассейнами и кортами за четырёхметровыми каменными заборами, огораживающими несколько лесных гектаров, могут позавидовать даже столичные домовладельцы.